# Anosia cleothera
Anosia cleothera är en fjärilsart som beskrevs av Jean Baptiste Godart 1819. Anosia cleothera ingår i släktet Anosia och familjen praktfjärilar. Inga underarter finns listade i Catalogue of Life.